# Suhl
Suhl je německé město v Durynsku na řece Lauter, žije v něm necelých čtyřicet tisíc lidí (historické maximum bylo 56 345 v roce 1988, od té doby se počet neustále snižuje v důsledku vystěhovalectví na západ). Město proslulo výrobou loveckých zbraní, proto užívá název Waffenstadt Suhl (Město zbraní Suhl).
První písemná zmínka pochází z roku 1232. V Suhlu se nachází filharmonie, zoologická zahrada i řada památkově chráněných hrázděných domů. Je zde také velká střelnice, kde se konalo v roce 1986 mistrovství světa sportovních střelců. Sídlí zde také populární značka motocyklů Simson. Město se nachází v srdci pohoří Durynský les, takže je důležitým centrem turistiky a zimních sportů. Partnerským městem Suhlu jsou České Budějovice.

## Geografie
Sousední obce: Zella-Mehlis, Benshausen, Dillstädt, Gehlberg, Schmiedefeld am Rennsteig, St. Kilian, Schmeheim a Oberstadt

### Místní části
| Místo                  | Rozloha | Počet obyvatel (2009) | Rok připojení k Suhlu |
| ---------------------- | ------- | --------------------- | --------------------- |
| Albrechts              | 9,70    | 1.300                 | 1994                  |
| Dietzhausen            | 10,70   | 1.157                 | 1994                  |
| Goldlauter-Heidersbach | 17,10   | 2.824                 | 1979                  |
| Heinrichs              | 2,80    | 1.482                 | 1936                  |
| Mäbendorf              | 9,10    | 682                   | 1979                  |
| Neundorf               | 1,20    | 908                   | 1936                  |
| Suhl                   | 35,80   | 30.388                | -                     |
| Vesser                 | 10,30   | 225                   | 1994                  |
| Wichtshausen           | 6,00    | 560                   | 1994                  |

## Slavní rodáci
- Wilhelm Cuno (1876–1933), politik, kancléř Německa 1922-1923
- Corinna Harfouchová (* 1954), herečka, známá ze seriálu Místo činu a z filmu Durch diese Nacht sehe ich keinen einzigen Stern, ve kterém ztvárnila postavu Boženy Němcové
- Sebastian Haseney (* 1978), lyžař, dvojnásobný vicemistr světa v severské kombinaci

## Partnerská města
- Bègles, Francie, 1962
- České Budějovice, Česko, 1979
- Kaluga, Rusko, 1969
- Lahti, Finsko, 1988
- Leszno, Polsko, 1984
- Smoljan, Bulharsko), 1998
- Würzburg, Německo, 1988